# Кобринова Гребля
Кобринова Гре́бля — село в Україні, у Тальнівській міській громаді, Звенигородського району Черкаської області. У селі мешкає 532 людей за переписом 2001.

## Історія
- Кобринова Гребля в минулому називалася Соколовою або Великою Соколівкою[1]. 1545 згадується про Соколову, що належить до володінь звенигородського козака Дмитра Барановича, який придбав і це село, і Митковиці (Вороне) в 1546 р. Розширюючи свої володіння, Д. Баранович загарбав і широкі білоцерківські пустки по лівому березі Гірського Тікича, тобто : Буки, Чорну Кам'янку і Рокошвар. Білоцерківське староство на таке зухвальство не протестувало. Цими землями володіли й син Дмитра Богдан, і онук Федір. Останнім врешті продав Соколову Ежену Струсьові, а той, своєю чергою, перепродав у 1604 своєму зятеві Алексу. Імовірно, що Соколова придбала свою назву від переселенців, що прийшли сюди з Поділля, Білорусі та поруйнованої північної України.
- Назва Кобринова Гребля пов'язана з селом Кобринове. На річці Макшиболоті була зведена гребля з млином, що належала керуючому.
- Населення села брало участь у Національно-визвольній війні під проводом Б. Хмельницького та Коліївщині.
- 1768 у Кобриновій Греблі зведено греко-католицьку церкву.
- У селі народився український релігійний діяч, єпископ Церкви Російської імперії Олександр (Павлович)
- В селі було виявлено три поселення черняхівської культури.
- Село постраждало внаслідок голодомору українського народу, проведеного окупаційним урядом СССР 1932-1933 та 1946-1947 роках.
- З території села, яке перебувало у складі Рейхскомісаріату Україна (29.07.1941 — 07.03.1944) на примусові роботи до Німеччини вивезено 113 юнаків та дівчат. Розстріляно 3 комуністів.
- 215 жителів села брало участь у Другій світовій війні, 37 відзначено сталінськими нагородами.
- Погода в селі Кобринова Гребля [Архівовано 21 Грудня 2011 у Wayback Machine.]

## Населення

### Мова
Розподіл населення за рідною мовою за даними перепису 2001 року:
| Мова       | Кількість | Відсоток |
| ---------- | --------- | -------- |
| українська | 527       | 99.06%   |
| російська  | 5         | 0.94%    |
| Усього     | 532       | 100%     |

## Джерело
З історії землі Тальнівської. Авт. М. С. Дігтяренко. Ч.-облредвидав. "Сіяч", 1995, 160 с. ISBN 5-7707-6921-1